# Martina Sáblíková
Martina Sáblíková (ur. 27 maja 1987 w Novym Měście na Moravě) – czeska łyżwiarka szybka specjalizująca się w długich dystansach, wielokrotna medalistka olimpijska, wielokrotna medalistka mistrzostw świata i Europy oraz wielokrotna zdobywczyni Pucharu Świata.

## Kariera
Już jako dwunastolatka została mistrzynią Czech juniorek w 1999 roku. Sukces ten powtórzyła w 2001 i 2004 roku. Jako juniorka Sáblíková pobiła rekord świata na 3000 m w Salt Lake City w 2005 roku oraz zdobyła srebrny medal w wieloboju na MŚ juniorów w Erfurcie w 2006 roku. W tym samym roku rozpoczęła regularne starty w rywalizacji seniorskiej. Na wielobojowych MŚ w Hamar wygrała wyścig na 5000 m, jednak w klasyfikacji końcowej zajęła czwarte miejsce. Wystąpiła również na igrzyskach w Turynie, gdzie finiszowała czwarta na 5000 metrów. Walkę o medal przegrała tam z Cindy Klassen z Kanady.
W 2007 roku zdobyła swój pierwszy seniorski tytuł, triumfując na wielobojowych mistrzostwach Europy w Collalbo. Miesiąc później zdobyła dwa złote medale na mistrzostwach świata na dystansach w Salt Lake City, wygrywając biegi na 3000 i 5000 m. Ten drugi triumf okrasiła poprawieniem rekordu świata (6:45,61). 15 marca 2007 roku w Calgary jako pierwsza kobieta w historii pokonała 10 000 m poniżej 14 minut (13:48,33). Pod koniec roku otrzymała tytuł Najlepszego Sportowca Roku w Czechach 2007. Zajęła również 18. miejsce w ankiecie na najlepszego sportowca Europy organizowanej przez PAP.
W sezonie 2007/08, pomimo odniesionej kontuzji, Sáblíková dominowała w Pucharze Świata. Do kolekcji medali dołożyła brązowy medal ME w Kołomnie oraz złoto dystansowych MŚ w Nagano, gdzie obroniła tytuł na 5000 m. W biegu na 3000 m nie zdobyła medalu, zajmując czwarte miejsce. W walce o podium pokonała ją Niemka Daniela Anschütz-Thoms.
Na wielobojowych ME w Heerenveen w 2009 roku powtórzyła wynik sprzed 12 miesięcy, kończąc rywalizację na trzecim miejscu. Na wielobojowych mistrzostwach świata w Hamar zdobyła pierwszy tytuł w wieloboju w karierze, bijąc przy okazji rekord Czech na 500 m. Z mistrzostw świata na dystansach w Vancouver przywiozła trzecie z rzędu złoto na 5000 m oraz srebro na 3000 m. Ponadto triumfowała wraz z czeską drużyną w klasyfikacji drużynowej Pucharu Świata w sezonie 2008/2009.
14 lutego 2010 r. w hali Richmond Olympic Oval zdobyła złoty medal igrzysk olimpijskich w Vancouver w biegu na 3000 m. W biegu tym wyprzedziła bezpośrednio Niemkę Stephanie Beckert oraz Kanadyjkę Kristinę Groves. Tydzień później wystartowała na dystansie 1500 m, zdobywając medal brązowy. Lepsze okazały się jedynie Holenderka Ireen Wüst i Kristina Groves. Mistrzostwo olimpijskie zdobyła też w biegu na 5000 m. W tym samym roku zwyciężyła również na wielobojowych mistrzostwach świata w Heerenveen oraz mistrzostwach Europy w Hamar.
Na wielobojowych mistrzostwach świata w Calgary była trzecia, plasując się za Ireen Wüst i Christine Nesbitt z Kanady. W tym samym roku została mistrzynią świata na dystansie 5000 m oraz wicemistrzynią świata na 3000 m podczas dystansowych MŚ w Inzell. Nadto była najlepsza na mistrzostwach Europy w Collalbo.
Kolejne cztery medale zdobyła w 2012 roku. Na dystansowych mistrzostwach świata w Heerenveen zwyciężała na dystansach 3000 i 5000 m. Triumfowała także podczas mistrzostw Europy w Budapeszcie, a na wielobojowych mistrzostwach świata w Moskwie była druga za Wüst. Na rozgrywanych rok później dystansowych MŚ w Soczi wygrała bieg na 5000 m i była druga na 3000 m.
W 2014 roku wzięła udział w igrzyskach olimpijskich w Soczi. W pierwszym starcie, biegu na 3000 m, była druga za Ireen Wüst i przed Rosjanką Olgą Graf. Dziesięć dni później zwyciężyła na dystansie 5000 m, wyprzedzając Wüst i kolejną Holenderkę, Carien Kleibeuker. W tym samym roku była też trzecia na mistrzostwach Europy w Hamar, gdzie wyprzedziły ją tylko Ireen Wüst i Yvonne Nauta. W dwóch kolejnych latach była najlepsza w wieloboju, zwyciężając na mistrzostwach świata w Calgary i mistrzostwach świata w Berlinie. Równocześnie wygrywała na dystansach 3000 i 5000 m podczas dystansowych MŚ w Heerenveen i dystansowych MŚ w Kołomnie. Kolejne dwa medale wywalczyła na dystansowych mistrzostwach świata Gangneung w 2017 roku, gdzie była najlepsza na 5000 m i druga na 3000 m.
Wielokrotnie stawała na podium zawodów Pucharu Świata, odnosząc przy ponad 30. zwycięstw indywidualnych. Najlepsze wyniki osiągnęła w sezonach 2006/2007, 2007/2008, 2008/2009, 2009/2010, 2010/2011, 2011/2012, 2012/2013, 2013/2014, 2014/2015, 2015/2016 i 2016/2017, kiedy zwyciężała w klasyfikacji 3000 m/5000 m. Ponadto w sezonie 2009/2010 była też trzecia w klasyfikacji 1500 m. Ponadto w sezonach 2011/2012 i 2014/2015 była druga w klasyfikacji generalnej, a w sezonach 2015/2016 i 2016/2017 była trzecia.
W 2010 roku została laureatką nagrody Oscara Mathisena. Łącznie ustanowiła cztery rekordy świata, w tym dwa nieoficjalne.
Jej brat Milan Sáblík jest również łyżwiarzem szybkim.

## Rekordy świata
| Data           | Miejsce        | Konkurencja | Rezultat | Status            |
| -------------- | -------------- | ----------- | -------- | ----------------- |
| 23 marca 2006  | Calgary        | 10 000 m    | 14:08,28 | do 15 marca 2007  |
| 11 marca 2007  | Salt Lake City | 5000 m      | 6:45,61  | do 18 lutego 2011 |
| 15 marca 2007  | Calgary        | 10 000 m    | 13:48,33 | aktualny          |
| 18 lutego 2011 | Salt Lake City | 5000 m      | 6:42,66  | aktualny          |
| 2 marca 2019   | Calgary        | 3000 m      | 3:53,31  | aktualny          |